# Джаллоу, Омар Амаду
Омар Амаду Джаллоу (англ. Omar Amadou Jallow, 26 октября 1946 — 14 мая 2023) — гамбийский политик, был министром сельского хозяйства в кабинете президента Адамы Бэрроу. Джаллоу также был лидером Народной прогрессивной партии, которая на момент его смерти занимала два места в Национальном собрании.

## Политическая карьера
Омар Джаллоу был министром правительства Народной прогрессивной партии при Дауде Джаваре, будучи действующим министром сельского хозяйства, когда Яйя Джамме совершил государственный переворот, в результате которого он захватил власть в 1994 году. За время пребывания Джамме у власти Джаллоу арестовывали 22 раза. Его пытали четыре раза. В день инаугурации Адамы Бэрроу в феврале 2017 года Джаллоу сказал Reuters: «Сегодня я был оправдан».
Джаллоу был повторно назначен министром сельского хозяйства Бэрроу после того, как тот выиграл президентские выборы 2016 года, однако был уволен в июне 2018 года. Гамбийский журналист Мустафа Дарбо написал об этом, и ситуация была дополнительно проверена Государственной палатой. Государственные агенты позже расследуют этот вопрос, а президентские силы будут скрывать до тех пор, пока Керр Фату не раскроет инцидент. 10 октября министр юстиции Гамбии Абубакар Тамбаду сообщил журналистам, что правительство потребовало дальнейшего расследования инцидента.
Однако бывший министр заявил, что его оклеветали, и подал в суд на средства массовой информации и журналиста за эту историю, требуя возмещения ущерба в размере 20 миллионов даласи. На своей первой пресс-конференции после того, как появилась эта история, Джаллоу не опроверг суть истории, заключающуюся в том, что по удобрениям, находившимся на хранении у правительства, был заключён контракт на их продажу с частным предпринимателем Моду Дибба, хотя он утверждал, что он не знал об этом и не получил никакой выгоды от этого в финансовом отношении.
Джаллоу зарекомендовал себя как жёстко выступающий гамбийский политик с либеральным складом ума. Он был первым политиком Гамбии, который призвал к легализации марихуаны и отмене жестких законов страны, направленных против геев. Джаллоу, ключевой член коалиции, свергнувшей Джамме, также расходился во мнениях с гамбийским лидером Бэрроу о том, следует ли ему оставаться у власти в течение пяти лет. Джаллоу всегда говорил, что Бэрроу должен уйти через три года, тогда как сам Бэрроу не скрывал готовности остаться даже на десять лет.
Джаллоу умер 14 мая 2023 года.